# Sphex libycus
Sphex libycus là một loài côn trùng cánh màng trong họ Sphecidae, thuộc chi Sphex. Loài này được de Beaumont miêu tả khoa học đầu tiên năm 1956.